# Casa Dorchester
Dorchester House fue un palacio de en Park Lane, Westminster, Londres, con un largo historial edificatorio. cuya última reconstrucción fue en 1853 por Robert Stayner Holford. Fue demolido en 1929 para dar paso al actual Dorchester Hotel.

## Historia
El sitio fue originalmente parte de Manor of Hyde, que Geoffrey de Mandeville le dio a Guillermo el Conquistador. Joseph Damer lo adquirió en el siglo XVIII y se construyó un gran edificio en 1751. Fue nombrada Dorchester House en 1792 después de que Damer se convirtiera en el conde de Dorchester. A principios del siglo XIX, se conoció como Hertford House después de que Francis Seymour-Conway, tercer marqués de Hertford, la comprara y le hiciera modificaciones, inspiradas en la Villa Farnese de Roma. La otra casa de ciudad de Hertford en Londres era Manchester House en Manchester Square, más tarde llamada Hertford House, ahora el hogar de la Colección Wallace. Tras la muerte de Hertford, fue reconstruido por el capitán Robert Stayner Holford.

## Descripción general
Lewis Vulliamy, que era un notable arquitecto de la época, recibió instrucciones de construir una casa en la que una escalera central fuera una característica principal. El objetivo principal del edificio era albergar la extensa colección de pinturas que Holford había adquirido a lo largo de muchos años y que en ese momento estaban alojadas temporalmente en la residencia de un amigo en Russell Square. El asistente de Vulliamy en este proyecto fue Jacob Wrey Mold. El crítico de arquitectura del siglo XIX Clarence Cook atribuye la gran escalera específicamente a Mould, quien emprendió esa tarea mientras Vulliamy estaba incapacitada. Posteriormente, Mould pasó a trabajar con Calvert Vaux en muchos de los edificios iniciales y detalles de diseño del Central Park de Nueva York, en particular, Bethesda Terrace.
Una publicación de la época proporcionó una descripción de la casa.

"(la escalera) ocupa el centro de la casa y está iluminada desde arriba, y desde la galería que la rodea se abre esa notable gama de apartamentos: el salón, el salón verde, el salón rojo y el salón estatal - en que los techos y otras decoraciones son de manos de artistas italianos y las hermosas chimeneas son de Alfred Stevens, y probablemente representan la mejor obra que ese gran artista haya logrado jamás. En estas salas cuelgan algunos de los cuadros notables de los grandes maestros, Tiziano y Tintoretto, Velasquet y Vandyck y Murillo, Rembrandt y Claude y Cuypt y Ruysdael”.

## La gran escalera central

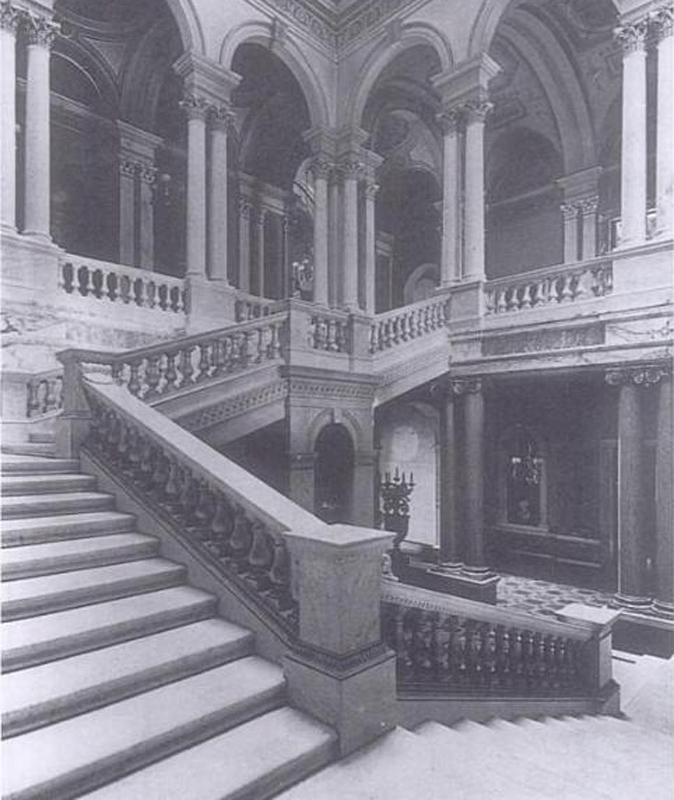
La gran escalera central

Dorchester House fue uno de los edificios más palaciegos de Londres a principios del siglo XX y se mencionaba con frecuencia en las publicaciones de la época. La escalera fue una característica notable que recibió muchos elogios. Guy Cadogan Rothery en su libro Staircases and Garden Steps dijo.

"La escalera en sí es de mármol y los escalones tienen peldaños anchos, aristas moderadas y contrahuellas muy bajas. Un tramo discurre paralelo por un lado de la galería al ángulo del muro donde hay un rellano, y luego otro tramo paralelo al otro lado del primer piso, con un rellano intermedio apoyado sobre pequeños arcos abiertos. La balaustrada es de mármol con un pasamanos ancho y plano y pilares enanos con bases abultadas".

La Revista de Arte lo describió en los siguientes términos.

"Esta escalera es una de las partes más bellas e interesantes de la casa, describiré más detalladamente a continuación. Es perceptible ahora, como dando una clave a la apariencia externa del conjunto. En torno a sus tres lados por el este, sur y oeste se agrupan las salas principales; y la sencillez de la disposición ha permitido al arquitecto obtener un efecto exterior de considerable gracia y dignidad”.

La revista ilustró su descripción de la escalera con un dibujo muy detallado .

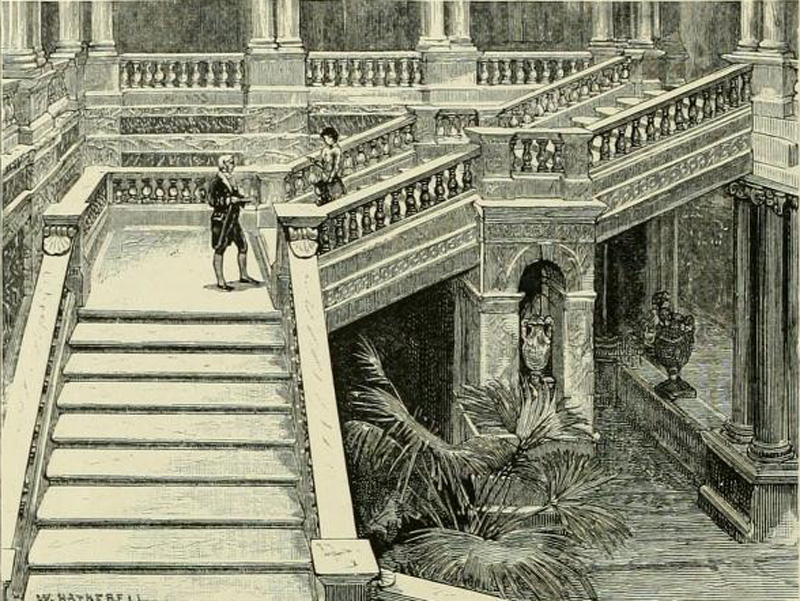
Ilustración de "The Magazine of Art" de 1883 que muestra detalles de la escalera central de Dorchester House

## La chimenea de Alfred George Stevens

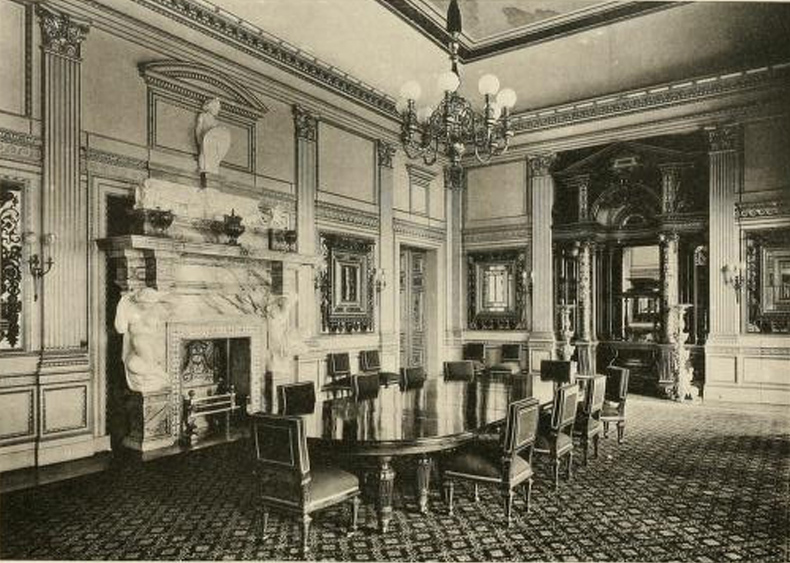
El comedor de Dorchester House con la chimenea de Alfred Stevens en el lado izquierdo de la habitación.

Una de las inclusiones más célebres de Dorchester House fue la chimenea del comedor esculpida por Alfred Stevens (ver imagen a la derecha). Fue considerado como uno de sus mejores trabajos. La Revista de Arte de 1883 contenía el siguiente comentario.

"Aquí Stevens buscaba una gran amplitud de efectos. Hay algo de grandeza y reposo en las dos figuras que te recuerda en cierta medida a la obra de Miguel Ángel. De nada sirve detenerse a indagar si tal uso de la figura humana es legítimo. En este caso particular, la respuesta llega de inmediato: que ha tenido éxito" 

Rothery hizo expresiones elogiosas similares.

"En su chimenea de Dorchester House tiene dos figuras, que están en posición de cuclillas a cada lado. Pertenecen al diseño pero están haciendo muy poco trabajo absoluto. Posiblemente aquí el maravilloso sentido de la armonía lo gana el espléndido modelado de formas prácticamente desnudas, con sus evidencias de vigor y gran fuerza dormida. De esta manera también se las arregló para utilizar la figura desnuda sin ninguna incongruencia para una posición tan conspicua en una sala de reunión general".

Las dos figuras a las que se hace referencia se muestran a continuación.

Aunque a Stevens se le atribuyó el trabajo, no lo completó antes de su muerte en 1875. La foto de abajo, tomada por la revista "British Architect" poco después de la muerte de Stevens, muestra la chimenea incompleta. El Museo Victoria and Albert ahora tiene la chimenea (imagen que se muestra a continuación) y, según ellos, fue terminada más tarde por el antiguo alumno de Steven, James Gamble.

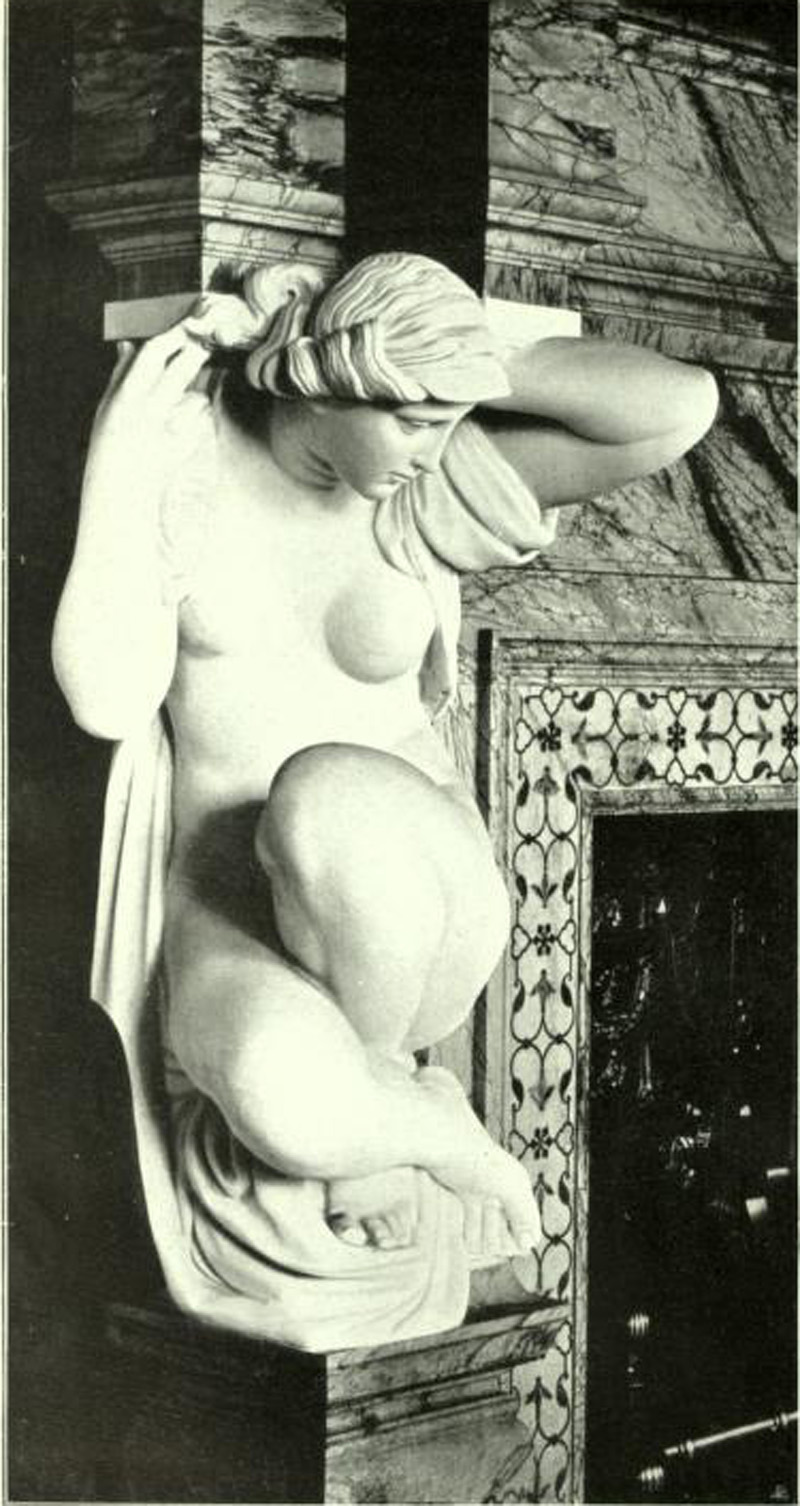
Cariátide izquierda en la chimenea por Alfred Stevens 1908.
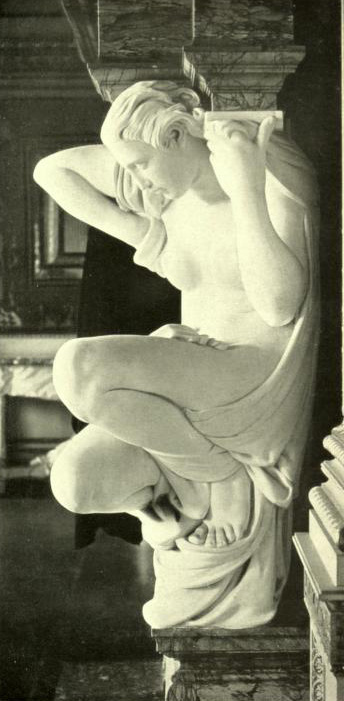
Cariátide derecha en la chimenea por Alfred Stevens 1908.
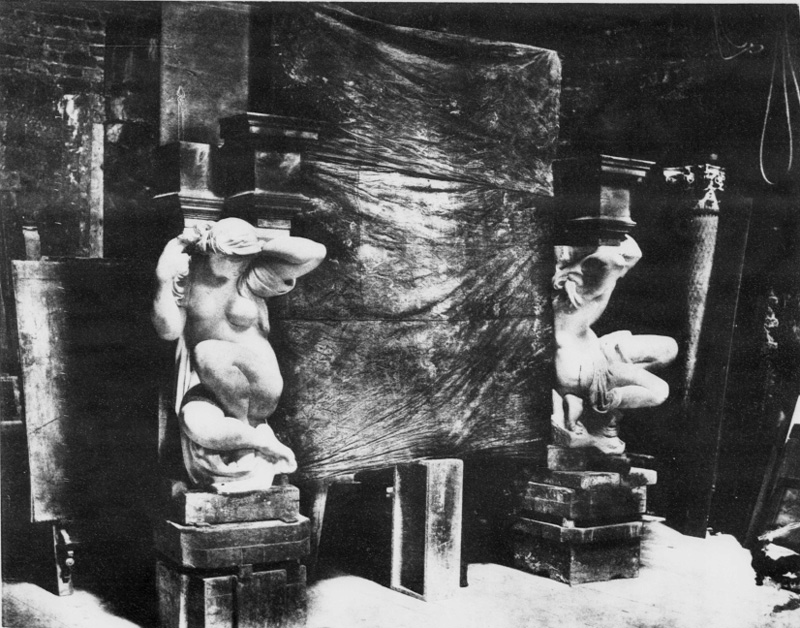
La chimenea inacabada de Alfred Stevens. Foto tomada poco después de su muerte en 1875.
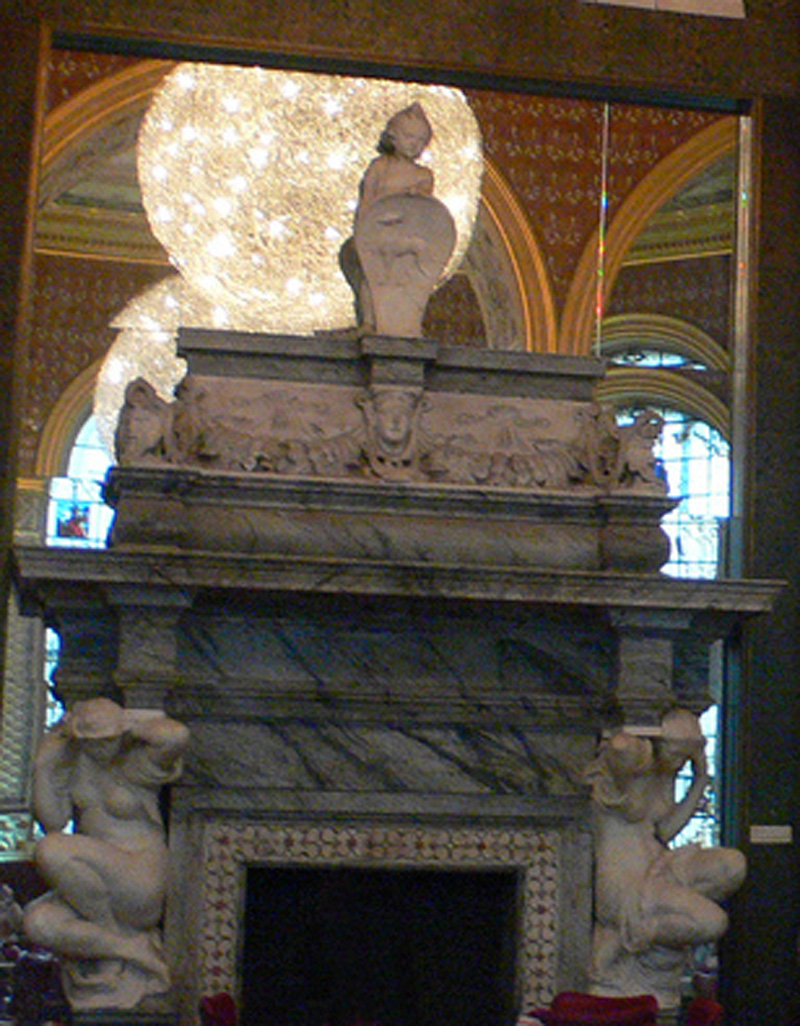
La chimenea de Alfred Stevens ahora en la Gamble Room del Victoria and Albert Museum de Londres

## Otras habitaciones

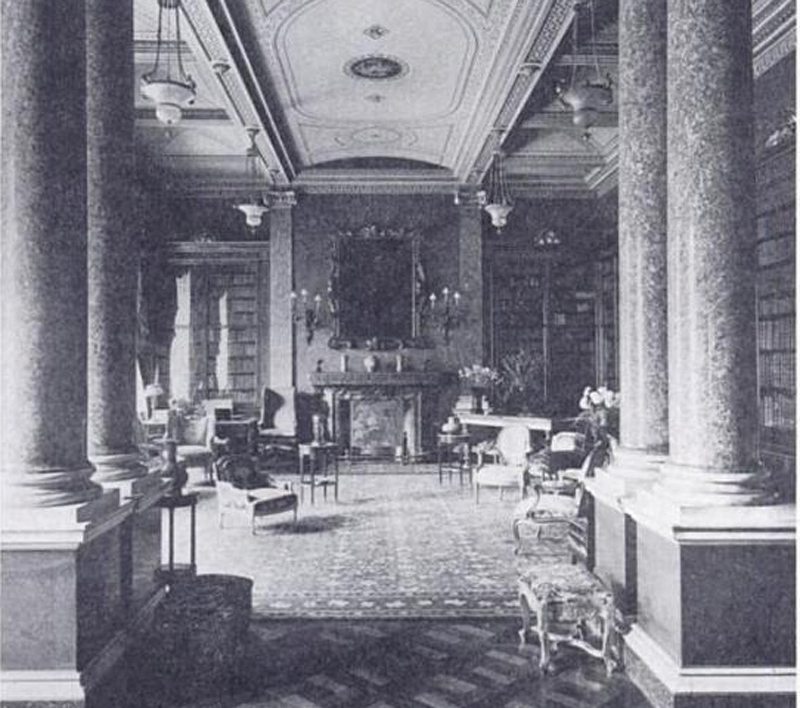
La biblioteca en Dorchester House alrededor de 1905

La biblioteca era una habitación importante de la casa y fue diseñada especialmente para albergar la gran colección de libros de Holford. Morris lo describe en los siguientes términos.

"La biblioteca surgió como un magnífico y funcional reflejo de la soberbia calidad de los libros. . . . Las paredes estaban cubiertas con damasco de seda verde y el suelo con una alfombra Axminster beige y verde. Los estantes para libros con paredes de vidrio eran de nogal tallado y dorado hechos por Holland and Sons, cada compartimiento central tenía 13.6 pies de alto y 8 pies de ancho".

Otras tres habitaciones fueron diseñadas para acomodar la famosa colección de arte de Holford. El Grand Saloon se mencionaba con frecuencia en las publicaciones de la época. Uno de ellos lo describió como "una habitación bien proporcionada". Las paredes revestidas de damasco rojo y dedicadas a cuadros. El techo, una buena obra de este tipo, fue diseñado por el Sr. G. E Fox y ejecutado por el Sr. Alfred Morgan". Las otras dos habitaciones. conocidos como los salones verde y rojo (ver imágenes a continuación), fueron descritos por el mismo autor de la siguiente manera.

"Los salones verde y rojo siguen en sucesión desde el salón. Los techos de ambos fueron pintados por Signor Anglinatti, mientras que el friso de este último es un brillante trabajo de Sir Coutts Lindsay . . . El mobiliario de estos salones es digno de mención. Cada pieza es buena en su tipo y está completamente adaptada al estilo de su entorno y su lugar individual".

## Embajada estadounidense

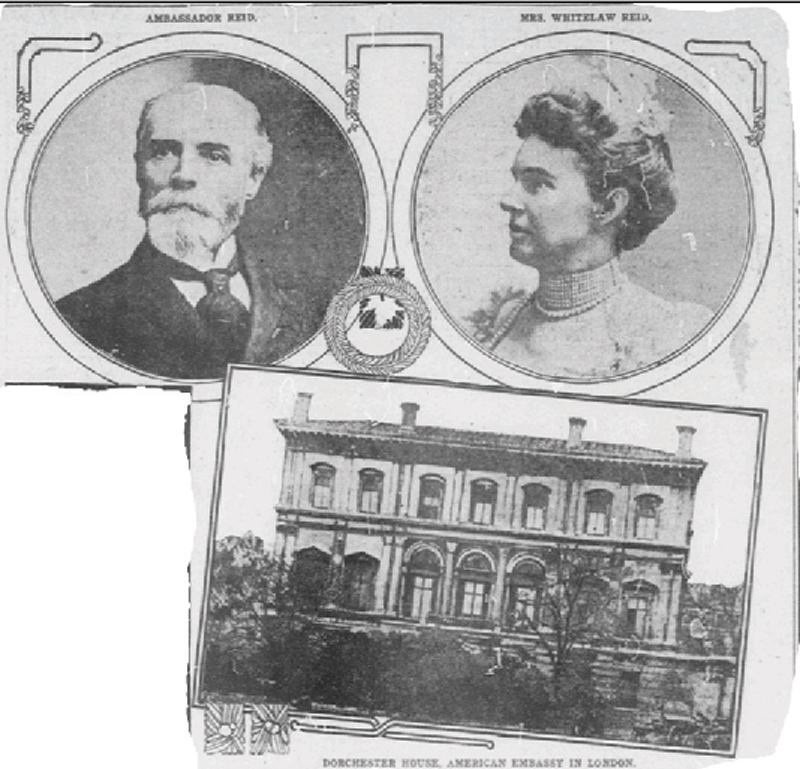
Whitelaw Reid y la Sra. Reid en el Washington Times en 1910.

Robert Holford murió en 1892 y su hijo, Sir George Holford, heredó Dorchester House. George no ocupaba la casa con frecuencia, por lo que en 1905 se la alquiló a Whitelaw Reid, el embajador estadounidense. Reid tuvo funciones lujosas como parte de sus funciones, muchas de las cuales se mencionaron en los periódicos. De particular interés fueron las celebraciones del 4 de julio. The New York Times dio los siguientes detalles de esta función celebrada por los Reid en Dorchester House en 1907.

"Tantos estadounidenses asistieron a la recepción del 4 de julio del embajador Reid esta tarde que el tráfico en varias plazas alrededor de Dorchester House estuvo bloqueado durante dos horas. El señor Reid y las damas de la embajada recibieron a los invitados. Aunque la entrada fue por invitación y solo se pidió a los estadounidenses, con algunas excepciones, que llamaran, la aglomeración fue tan grande como en una recepción en la Casa Blanca.

En la terraza norte se erigió una larga carpa buffet, a la que se accedió quitando algunas ventanas y levantando unas escaleras provisionales alfombradas con tela carmesí. Se emitieron casi 4.000 invitaciones." 

En el mismo año, Reid presentó una función para Mark Twain. El canciller de la Universidad de Oxford deseaba conferir un título honorario de doctor en Letras a Twain y le pidió a Reid que le transmitiera esta invitación. Twain aceptó y unos días antes de la ceremonia de Oxford se celebró una cena en Dorchester House para él. Reid invitó a unos cuarenta autores y artistas a conocer a Twain, uno de los cuales era Sir Arthur Conan Doyle.

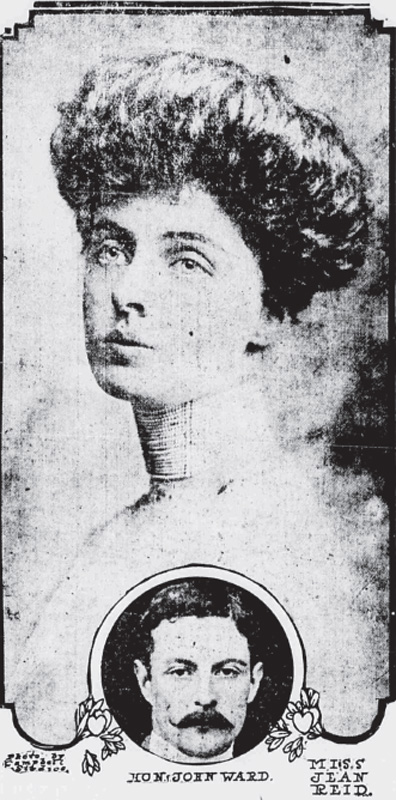
Jean Reid, hija del embajador Whitelaw Reid en 1908

En 1908, la hija de los Reid, Jean, se casó y la recepción se llevó a cabo en Dorchester House. La boda recibió mucha publicidad porque asistieron el rey Eduardo y la reina Alexandra. Un periódico comentó.

El rey Eduardo fue profuso en sus felicitaciones a la novia y el novio y sus familias. Con la reina Alexandra, el príncipe y la princesa de Gales y el duque de Connaught (frase incompleta). Su majestad permaneció en Dorchester House durante algún tiempo mezclándose libremente con los invitados del embajador estadounidense.

Otro periódico dijo.

El matrimonio de la Srta. Jean Reid, hija de Whitelaw Reid, Embajador estadounidense en Gran Bretaña, con el Excmo. John Hubert Ward tuvo lugar en la Iglesia Capilla Real, Palacio de St. James, esta tarde. Desde que el Príncipe de Gales se casó, nunca se había llevado a cabo una ceremonia nupcial en circunstancias de tanta pompa y majestuosidad. Después de la boda se llevó a cabo una recepción en Dorchester House, a la que fueron invitados todos los londinenses elegantes y muchos estadounidenses que no pudieron acomodarse en la capilla.

En 1910, después de la muerte del rey Eduardo VII, el expresidente Theodore Roosevelt fue a Londres para asistir al funeral. Se quedó en Dorchester House durante tres semanas. The New York Times describe las numerosas visitas de dignatarios de otros países que llegaron a la casa de Dorchester para ver a Roosevelt durante este tiempo.

"Los Roosevelt acababan de regresar a Dorchester House cuando recibieron una llamada de regreso del rey Haakon, quien saludó al embajador especial y a su esposa como viejos amigos. Mientras se servía el almuerzo, llamaron el duque de Connaught y el príncipe Arturo de Connaught . . . Los representantes diplomáticos de todos los poderes visitaron Dorchester House en el transcurso del día y dejaron tarjetas para el Sr. Roosevelt".

En 1912 murió Whitelaw Reid y Dorchester House dejó de ser utilizada como embajada estadounidense . Holford lo usó para fiestas ocasionales y para albergar su colección de orquídeas.

## Primera Guerra Mundial
Durante la Primera Guerra Mundial muchas de las casas señoriales de Inglaterra se convirtieron en hospitales domésticos auxiliares. George Holford ofreció Dorchester House como hospital. The New York Times en 1914  afirmó.

"Teniente coronel sir George Holford, el propietario de la casa se la ha cedido a los oficiales heridos, dieciocho de los cuales están alojados en habitaciones con vistas a Hyde Park. Abajo, en el primer piso, el famoso salón de baile se está convirtiendo en una sala de estar para convalecientes, y otros espléndidos apartamentos en los que se celebraban cenas y recepciones ahora están llenos de camas, biombos y grandes mesas de medicamentos y se convertirán en dormitorios. . . El famoso Velásquez y otras obras maestras de Dorchester House se han llevado a un sótano, pero las decoraciones de Alfred Stevens todavía están en su lugar".

## Demolición
En 1926 murió sir George Holford. Su heredero fue Edmund Parker, cuarto conde de Morley (1877-1951), cuya madre fue Margaret Holford (1855-1908), hija de Robert Stayner Holford. El conde estaba en ese momento en una situación financiera muy mala, había heredado grandes deudas de su padre y su abuelo, e inmediatamente puso a la venta su herencia de Holford de Dorchester House y Westonbirt House en Gloucestershire, aunque conservó el arboreto de este último. Después de tres años, recibió una oferta aceptable y vendió Dorchester House. El siguiente artículo fue publicado en The Times el 16 de julio de 1929:

"Lord Morley ha vendido Dorchester House, Park Lane. Ayer por la tarde se firmó un contrato para la compra de la propiedad por parte de Gordon Hotels, Limited, asociado en la transacción de compra siendo Sir Robert McAlpine and Sons, Limited. La famosa mansión será demolida y Gordon Hotels Limited tiene la intención de proceder de inmediato con la construcción de un hotel".

Dorchester House fue demolido en 1929 y el nuevo Dorchester Hotel abrió sus puertas en 1931.